# Rotna (rivier)

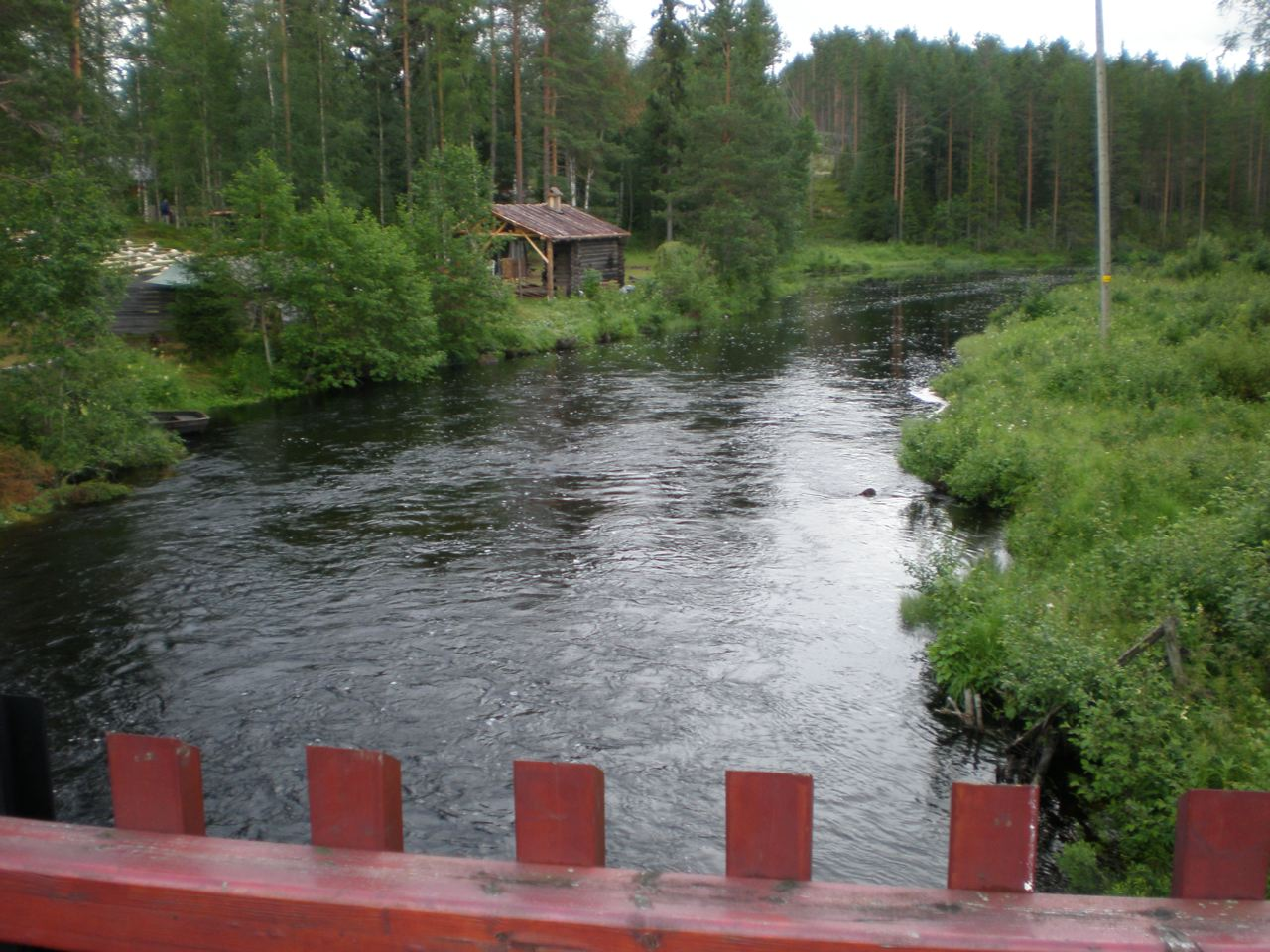
Rotna in Svullrya

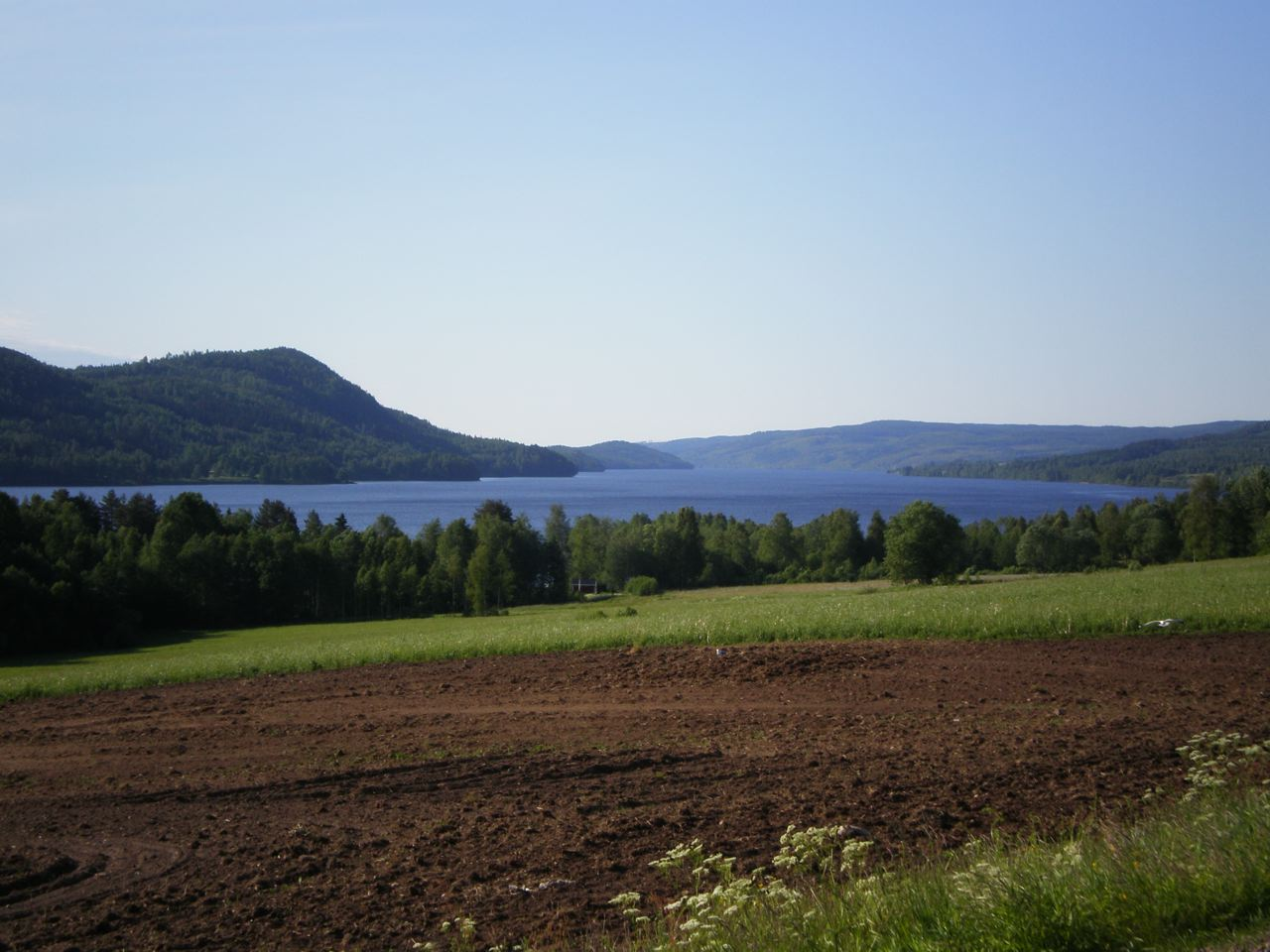
Rottnen in Zweden

Rotna (Rottnan in het Zweeds) is een 110 km lange rivier in Noorwegen en Zweden. De rivier begint in het zuiden van Hof Finnskog in Solør, Noorwegen en mondt uit in het Frykenmeer bij Rottneros in Värmland, Zweden.
Rotna heeft drie Watervallen gehad dicht bij de uitmonding in het Mellanfryken. hier werden in 1927 stuwdammen aangelegd om het hydro-elektrisch potentieel te benutten. De laatste en grootste stuwdam, het Rottnafallet, stort 26 meter neer in het Frykenmeer ten zuiden van Sunne.
Er zijn verschillende theorieën over de naam van de rivier. Een theorie is dat de naam komt van een Oudnoors woord dat betekent "degene die brult." Het boek De Grue zegt over de naam dat het "... hetzij van het bijvoeglijk naamwoord rotinn, in de zin van rottend afval, of in verband met het werkwoord rjota, gecontroleerde val, afkomstig" is.

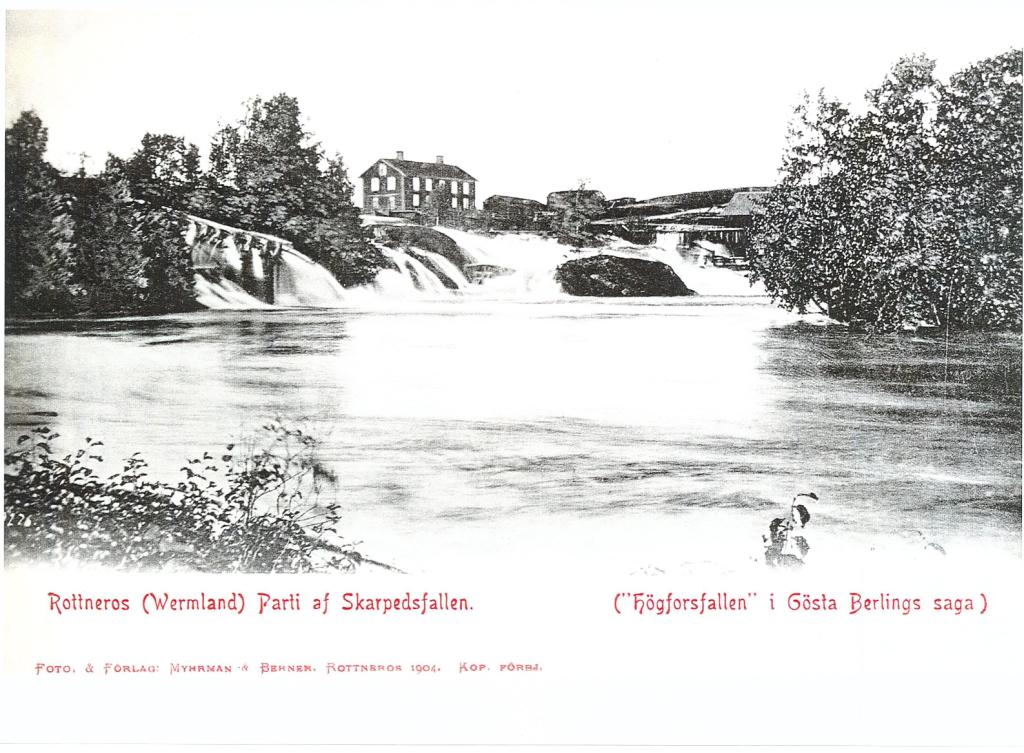
The waterfall Skarpedsfallet in Rottneros, Zweden
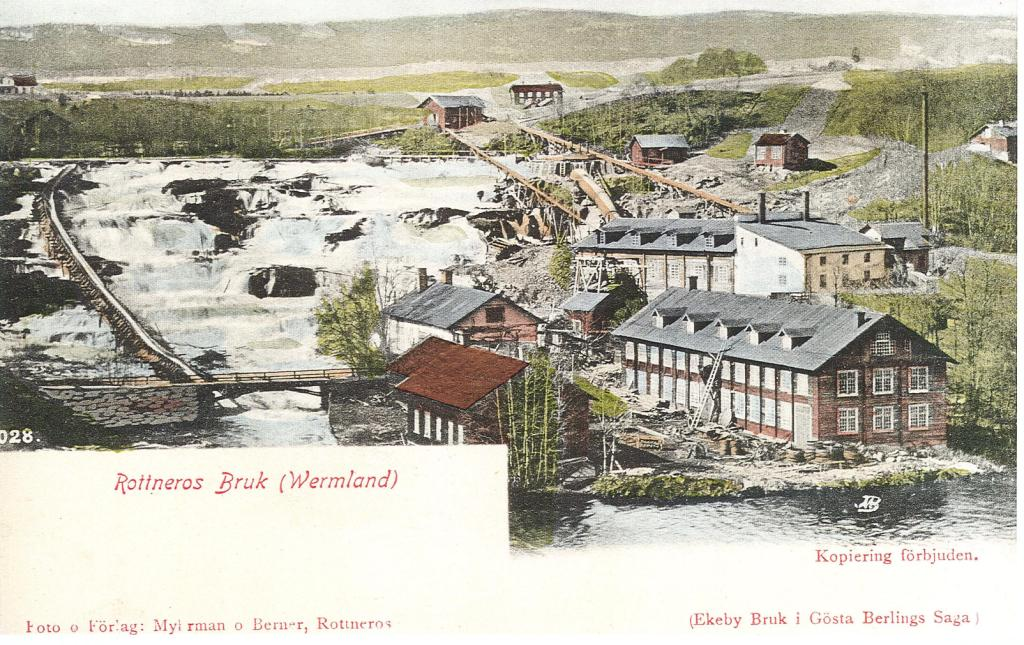
The waterfall Rottnafallet en de Rottnerosmolen in Rottneros, Zweden